# Piré-sur-Seiche
Pour les articles homonymes, voir Piré et Bataille de Piré.
Piré-sur-Seiche est une ancienne commune française rurale, située dans le département d'Ille-et-Vilaine en région Bretagne. Depuis le 1er janvier 2012, elle fait partie du Pays de Châteaugiron Communauté.
Le 1er janvier 2019, elle forme avec Chancé la commune nouvelle de Piré-Chancé.

## Géographie

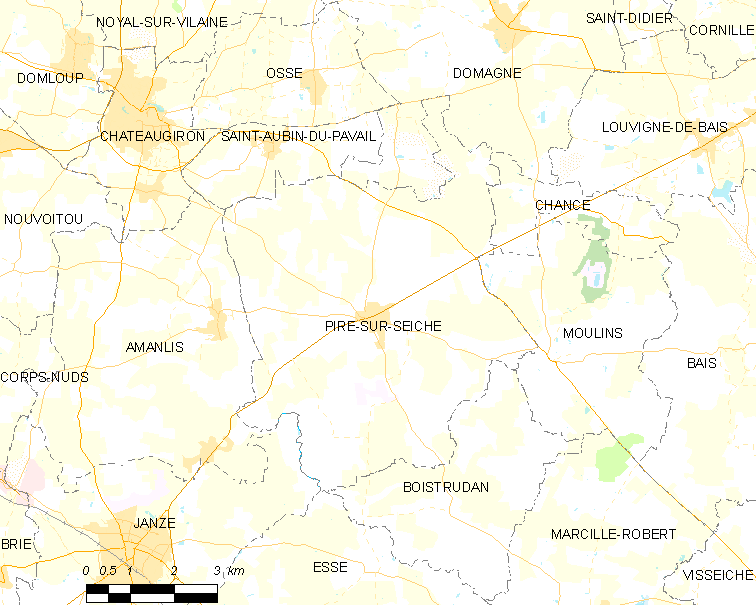
Carte de la commune de
Piré-sur-Seiche.

Piré-sur-Seiche est située au sud-est de Rennes et à 8 kilomètres de Janzé.
C'est une commune rurale traversée par la Seiche.

### Transports
La commune est desservie par le réseau de cars régional BreizhGo :
- Ligne 3a : Rennes - Châteaugiron - La Guerche-de-Bretagne
- Ligne 3b : Boistrudan - Rennes
- Ligne 19 : Bain - Janzé - Vitré

### Description du bourg
« Au bourg de Piré-sur-Seiche (...), les maisons ont étroitement enserré l'enclos religieux. Elles sont à deux niveaux, couvertes de toitures « à coyaux » avec de grandes lucarnes « gerbières » débordantes, comme dans maints autres endroits du bassin de Rennes (...). À la hauteur du second niveau de ces demeures modestes, le cimetière forme une plate-forme artificielle sur laquelle fut fondée l'église des années 1540-1550. La reconstruction de sa façade occidentale [au XIXe siècle] [et le rajout devant l'église d'un clocher néogothique], l'aménagement (...) devant celle-ci à la place des halles d'un parking et d'un petit jardin ne font pas oublier la disposition d'origine qui tend à clore un espace dominé par la masse des lieux sacrés »

### Toponymie et étymologie
Du latin Piriacum (lieu planté de poiriers) en 1030 et 1040[réf. nécessaire], Plebe Pire en 1052, puis Pireium en 1197. La commune prend le nom de Piré en 1516 ; il est modifié en Piré-sur-Seiche en 1920.
La forme reconstituée Pereg a été proposée comme nom breton de la commune. En gallo, le nom s’écrit Pirae.
Les habitants sont appelés les Piréens et Piréennes.

## Histoire

### Moyen Âge
Propriété de Brient (ou Briant), fondateur de Châteaubriant au XIe siècle, ce dernier cède l'église Saint-Pierre de Piré et tous ses droits au prieuré de Saint-Sauveur de Béré et aux moines de Marmoutier. Conan II de Bretagne, duc de Bretagne approuva et d'autres propriétés furent transmises par la suite par Geoffroi Ier de Châteaubriant, fils de Brient, puis par Gaultier de Méral et  Herbert, évêque de Rennes en 1197. Le seigneur de Châteaubriant, Geoffroy III, confirma les mêmes religieux dans la possession de leurs terres en Piré en 1217, ce qui devint le prieuré de la Franceule. Les terres appartenant aux abbés de Marmoutier étaient très étendues et la paroisse de Piré très importante.

### Époque moderne

#### Le fief de lafamille de Rosnyvinen
Piré fut le fief des seigneurs de la famille de Rosnyvinen à partir du XVe siècle jusqu'à la Révolution française.
La devise des Rosnyvinen est : Non ferit nisi læsus ("Il ne frappe que s’il est blessé"), adopté par la commune  ainsi que leur cri : « Défends-toi ! »

#### Autres faits de l'époque moderne
En 1683, les Filles de la Charité s'installèrent à Piré.

### Révolution française
Pierre Bouthemy, chapelain de Fouesnel (en Louvigné-de-Bais), recteur de La Valette en 1783, de Piré en 1787, fut prêtre insermenté en 1791, incarcéré à la prison Saint-Melaine de Rennes en 1792, s'exila à Jersey, puis fut nommé en 1803 recteur de Vergeal.
Pendant la Révolution française, la population de la commune était paraît-il, selon une publication parue dans une revue de 1905 (l'année de la promulgation de la Loi de séparation des Églises et de l'État), favorable aux changements apportés par la Révolution, surtout après la fin de la Terreur.
La principale fête révolutionnaire était celle célébrant l’anniversaire de l’exécution de Louis XVI, accompagnée d’un serment de haine à la royauté, fêtée à partir de 1795.
En juin 1796, sur le territoire de la commune, se déroula la Bataille de Piré entre les chouans et les républicains.

### LeXIXesiècle
La production de "noyales" (toiles à voiles), concentrée dans une quarantaine de paroisses situées par la plupart au sud-ouest de Rennes, les principales étant Châteaugiron, Piré et Noyal (paroisse qui leur a donné leur nom), double, passant de 9 500 à 20 000 pièces, pendant la seconde moitié du XIXe siècle.
Le 18 août 1890, une tornade d'une extrême violence traversa notamment les communes de Piré-sur-Seiche et Domagné : elle « ravagea en quelques minutes une zone longue de 16 kilomètres et large de 600  à   800 mètres, dirigée du sud-ouest au nord-est. (...) Avec cela un roulement continu de tonnerre, mais sans coups violents. Dix hommes qui travaillaient dans un champ voisin ont vu aussi des éclairs rasant le sol et ont été violemment roulés à terre. (...) Sur tout le parcours de la tornade, une multitude d'arbres ont été brisés d'une manière qui ne peut être attribuée qu'à l'action du vent. ».

### LeXXesiècle

#### La Belle Époque
Piré-sur-Seiche fut desservi, grâce à la station de Piré-Chaumeré, entre 1904 et 1947 par la ligne de tramways allant de Rennes à La Guerche, qui empruntait le tracé de l'actuelle RD 463.
Le Journal officiel publie le 4 septembre 1909 un décret attribuant au bureau de bienfaisance de Piré les biens placés sous séquestre et ayant appartenu à la fabrique de l'église.

#### La Première Guerre mondiale
Le monument aux morts de Piré-sur-Seiche porte les noms de 98 soldats morts pour la France pendant la Première Guerre mondiale ; parmi eux René Guéin du Grandlaunay, né le 11 octobre 1866 à Andard (Maine-et-Loire), capitaine au 68e régiment d'infanterie, tué à l'ennemi le 25 mai 1915 à Liévin, fut décoré de la Légion d'honneur et de la Croix de guerre et Jean-Marie Mellier, né le 24 octobre 1891 à Piré-sur-Seiche, sous-lieutenant au 38e régiment d'infanterie, mort dans l'ambulance le 21 juillet 1918 à Pierry (Marne), décoré de la Croix de guerre.

#### La Seconde Guerre mondiale
Le monument aux morts de Piré-sur-Seiche porte les noms de 6 personnes mortes pour la France pendant la Seconde Guerre mondiale.

#### L'après Seconde Guerre mondiale
Clément Dechepy, né le 27 décembre 1923 à Piré-sur-Seiche, marsouin au 23e régiment d'infanterie coloniale, est mort de ses blessures le 7 février 1948 à Haïphong (Tonkin) pendant la Guerre d'Indochine.

### LeXXIesiècle
Le 1er janvier 2019, la commune fusionne avec Chancé pour former la commune nouvelle de Piré-Chancé.

## Culture locale et patrimoine

### Le château de Plessis-Guériff

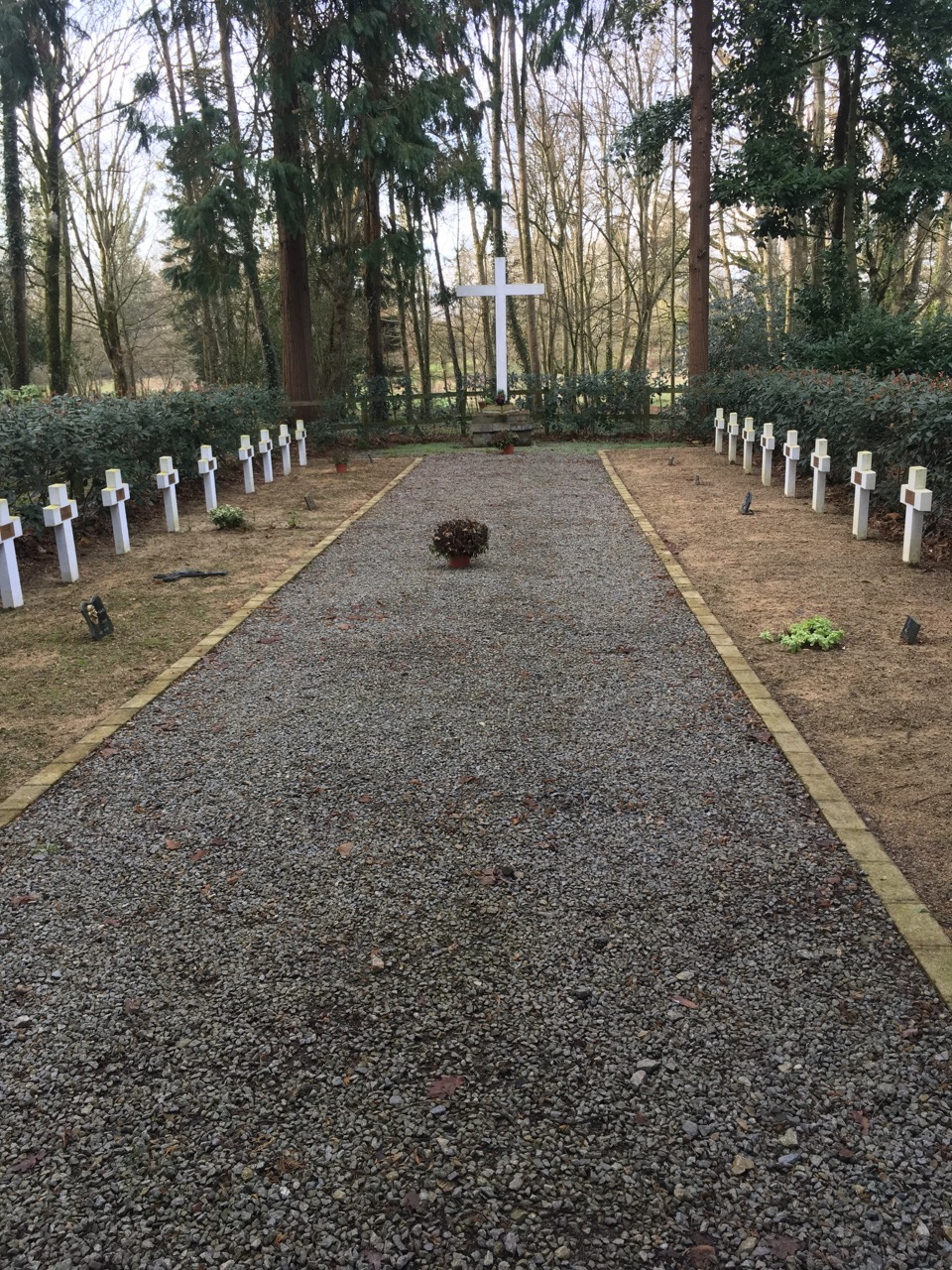
Le cimetière.

Construit à l'emplacement d'un manoir qui datait de 1317, les Anglais le détruisent par le feu, chassant la famille Bonenfant. Ces derniers reprennent le château qui passe par alliance aux Rosnyvinen le 29 janvier 1471. Le domaine comprend alors près de 300 fermes, moulins et manoirs. Le Nôtre crée le parc au XVIIe siècle. Vendu par la Révolution, il revient de nouveau à la famille en 1802, dévasté. Restauré par le général d'Empire Hippolyte-Marie-Guillaume de Rosnyvinen, comte de Piré, en 1818, il est finalement vendu par le dernier descendant en 1854 au vicomte de Nicolay. Il passe ensuite en 1866 à la famille Carron de la Carrière jusqu'en 1932 pour abriter la congrégation des Pères du Saint-Esprit puis est revendu en 2011 à Jean-Paul Legendre, dirigeant du groupe de BTP Legendre. Celui-ci a entrepris des travaux de rénovation et d'aménagement du château, dans l'optique d'y accueillir des séminaires, et des représentations. Il invite aussi différents sculpteurs à exposer leurs œuvres dans le parc du château. On trouve dans le parc le cimetière des Pères du Saint-Esprit ayant vécu à Piré-sur-Seiche, dont la tombe de Mgr Guichard (1884-1936), vicaire apostolique de Brazzaville.

Château des Pères du Saint-Esprit
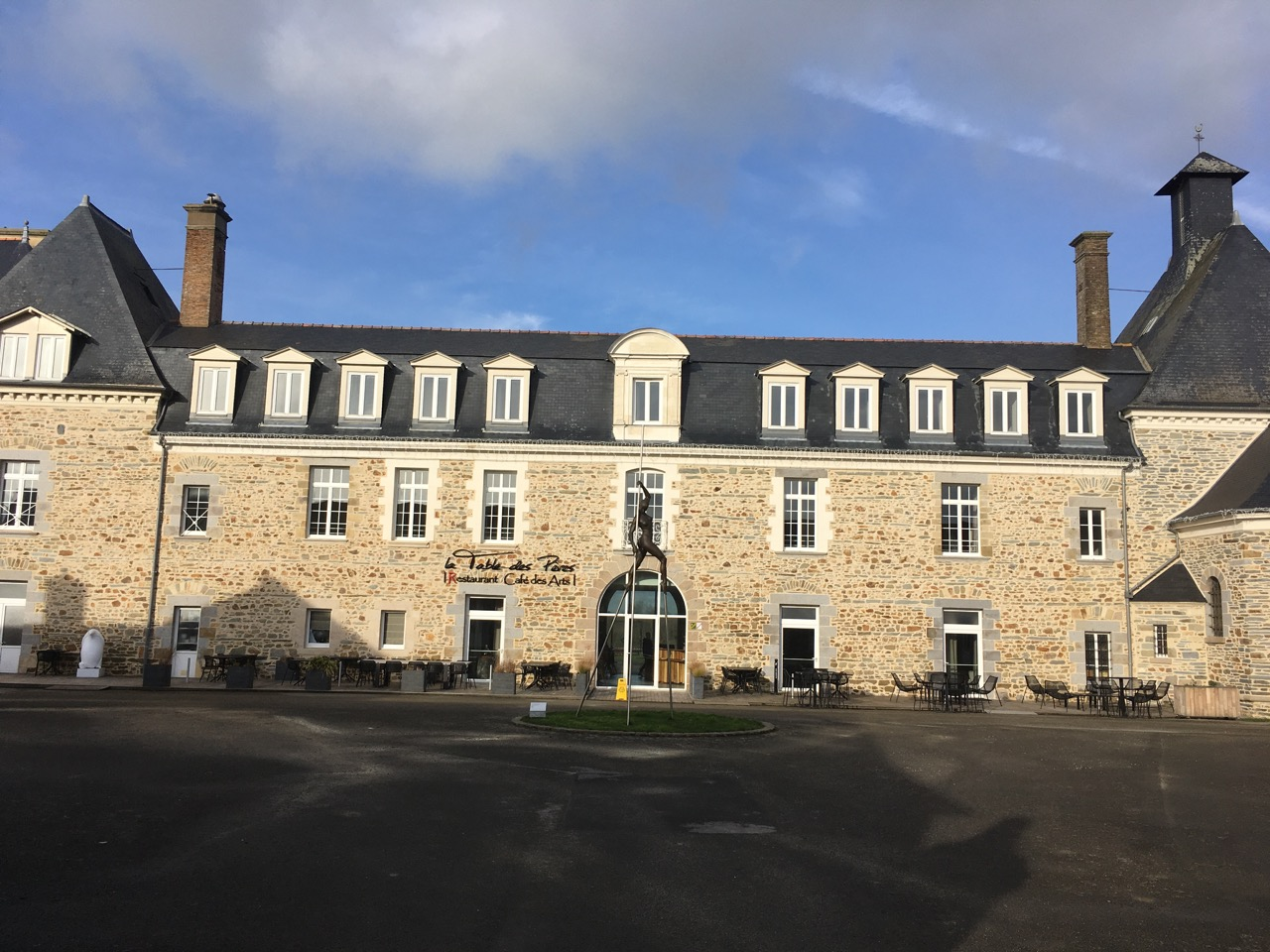
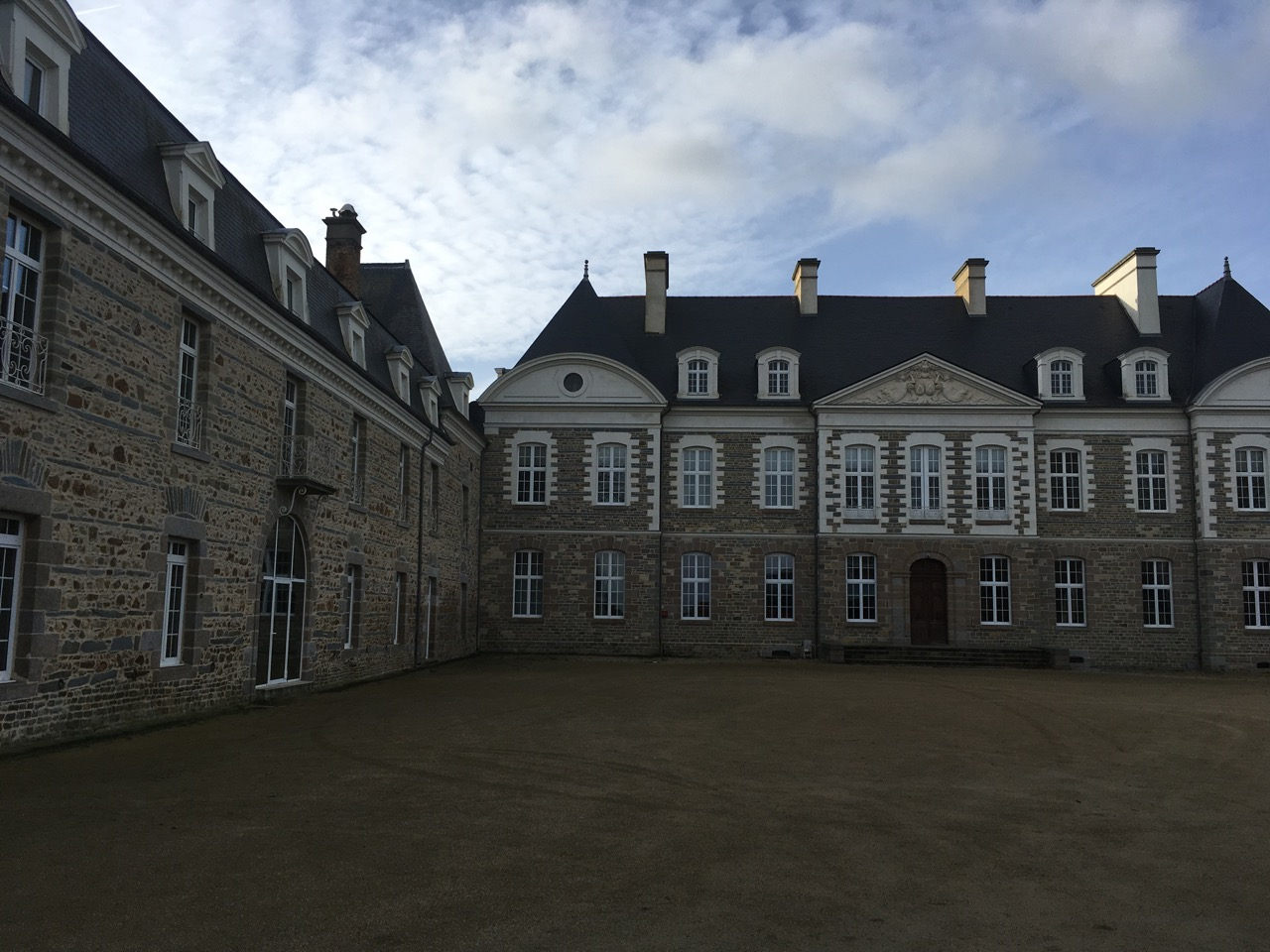
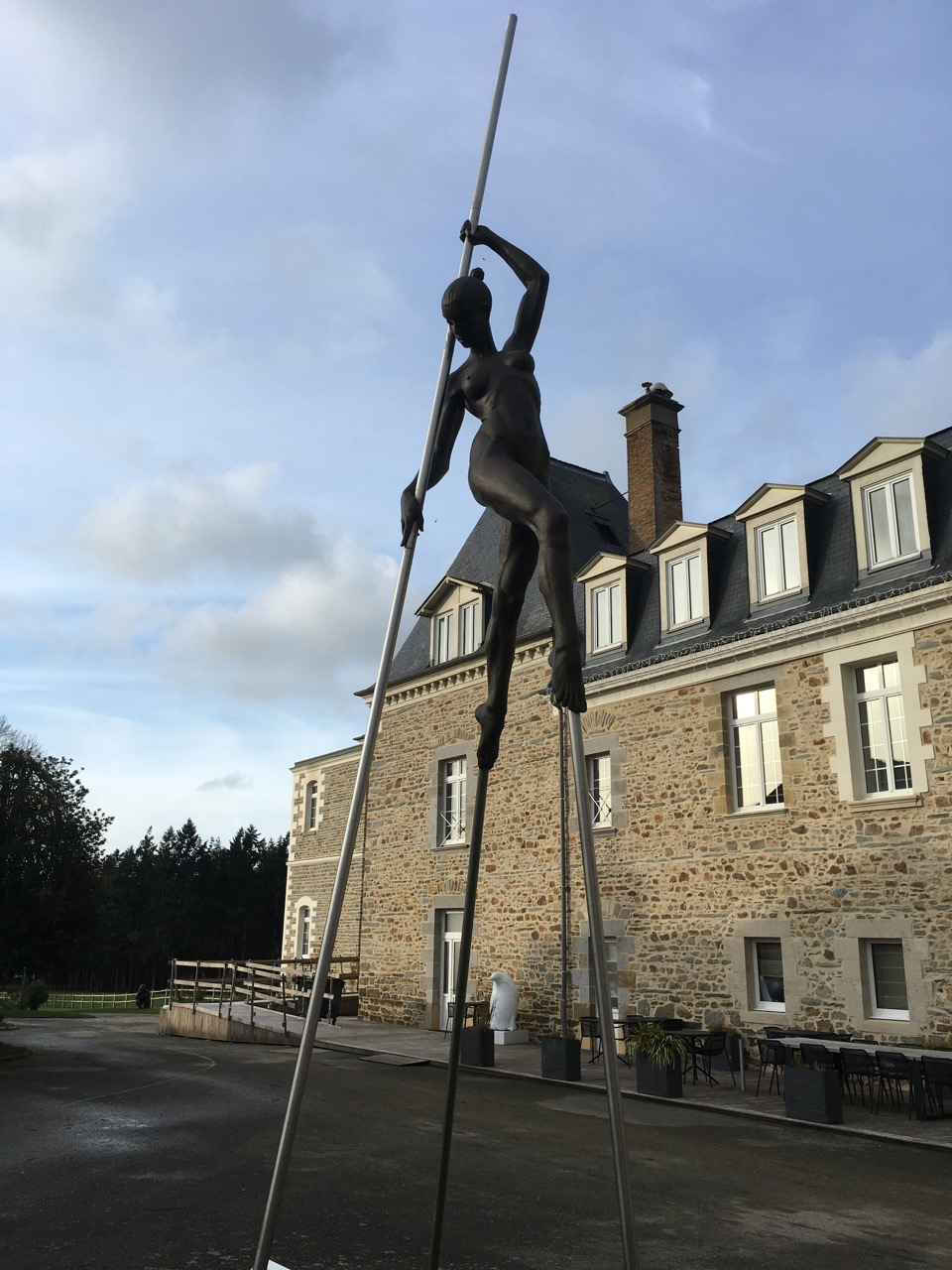
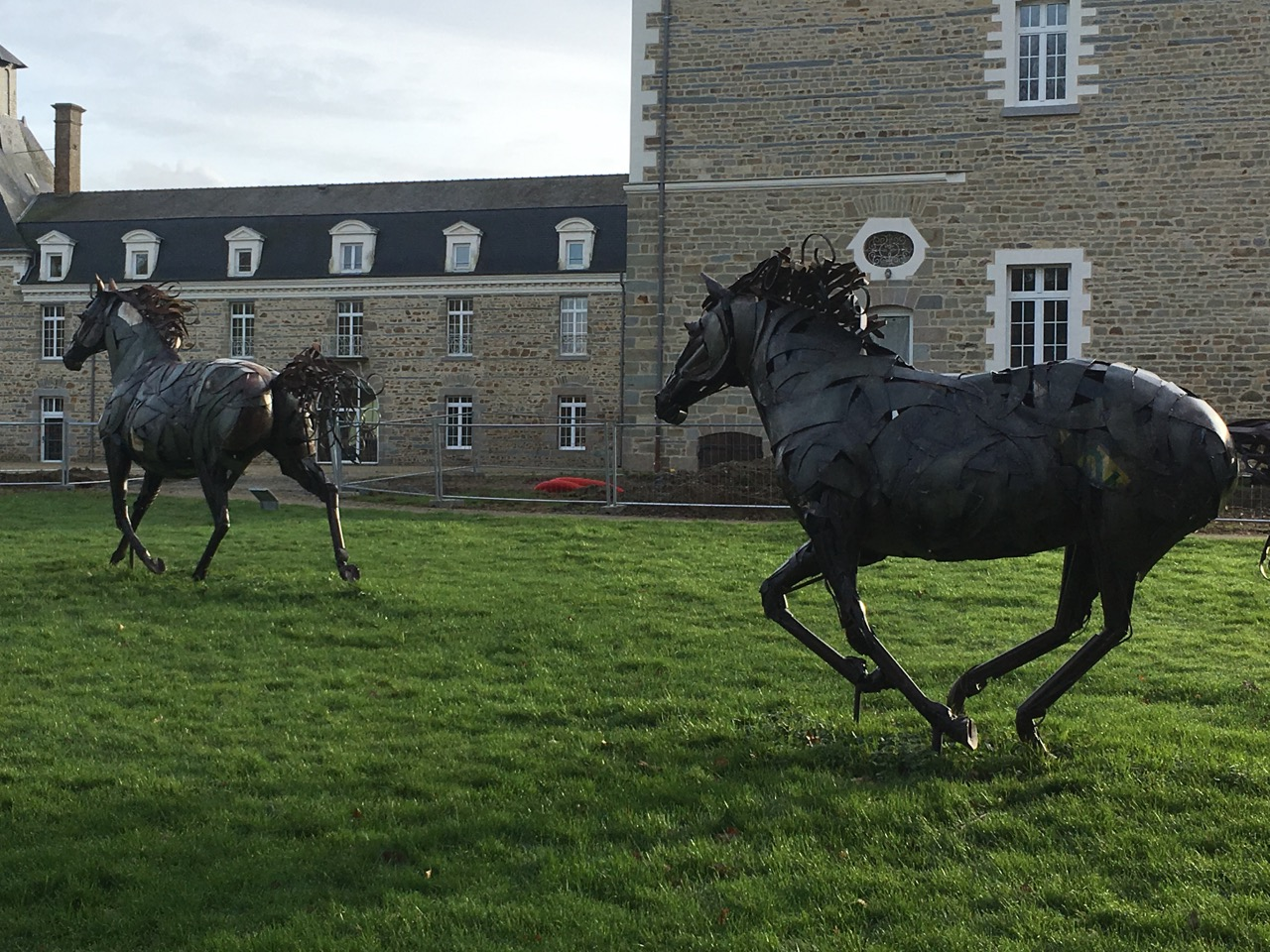
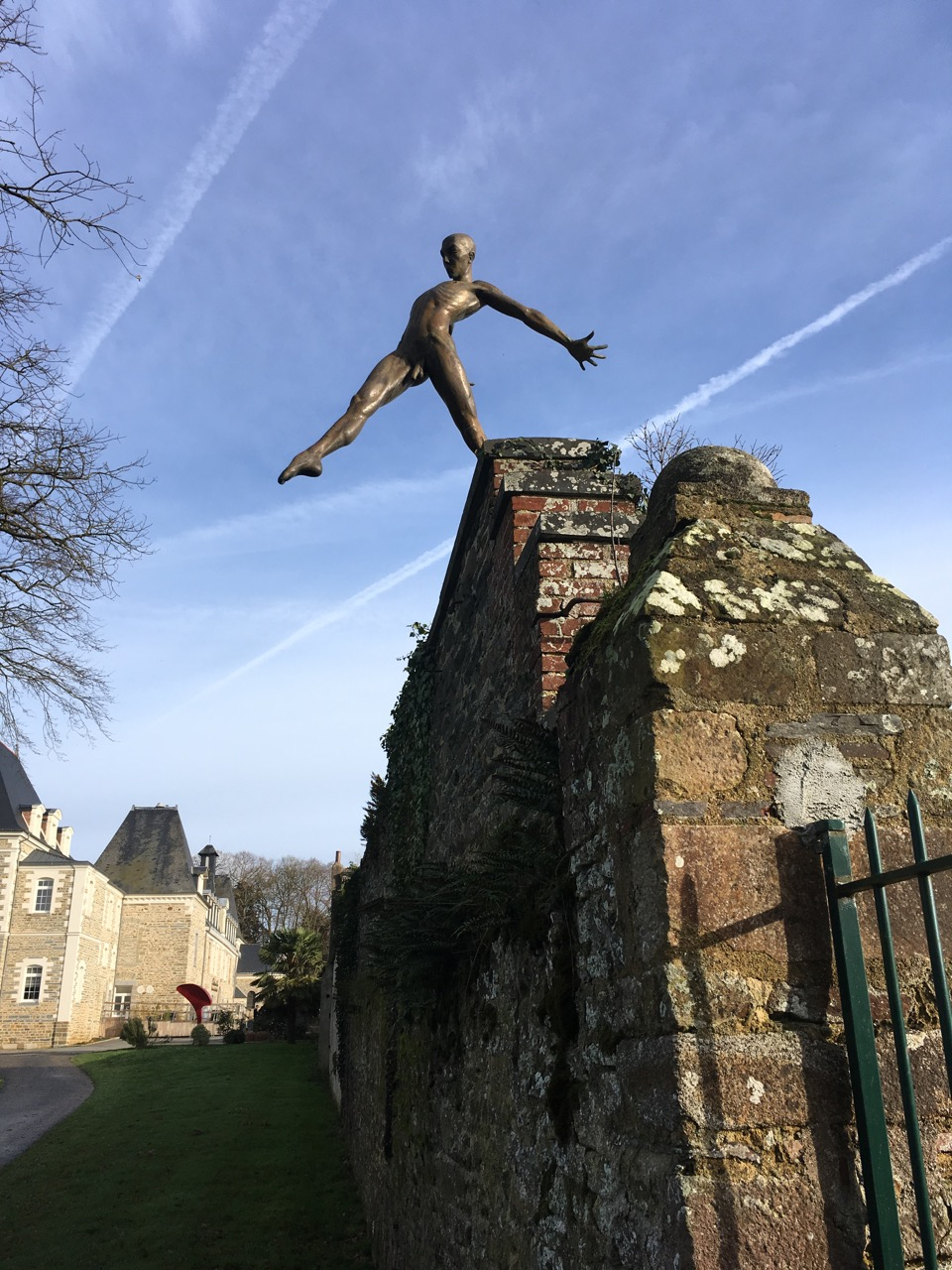

### Autres lieux et monuments
- L'église Saint-Pierre-et-Saint-Paul dont il est fait mention dès le XIe siècle, est à l'emplacement d'une première église  construite par Conan II au XIe siècle et reconstruite au XVIe. Un décor Renaissance orne le bas-côté nord, le bas-côté sud est ajouté au bâtiment vers 1603. Le retable lavallois du maître-autel en pierre et en marbre de Mayenne fut construit de 1632 à 1634 par l'architecte Pierre Corbineau et le sculpteur Pierre Biardeau. Le tableau central est surmonté d'une statue de saint Pierre, œuvre du sculpteur nantais Barré. Jean de Rosnyvinen fait reconstruire entre 1752 et 1775 le chœur frappé par la foudre en 1741. Agrandie dans la seconde moitié du XIXe siècle, de 1871 à 1875, le recteur, l'abbé Moison ajouta un clocher de 58 m de haut, où furent accrochées quatre cloches. Le clocher s'effondra sur une quinzaine de mètres à la suite d'une tornade le 23 juin 1967 et causa de gros dégâts à l'intérieur de l'église. La reconstruction nécessita deux années de travaux[18].
- La chapelle de la Croix-Bouessée (1527-XVIIe – XVIIIe siècles), dans le cimetière[19].
- Le calvaire (1587) du cimetière.
- L’ancien presbytère (XVIe – XVIIIe siècles).
- Le château du Plessis-Guériff.
- Le château de la Beauvais (XVIIe – XIXe siècles).
- Le château de l’Espinay ou Epinay (XVIIe siècle)
- Le manoir de la Bréhonnière (XVe – XVIIIe siècles).
- La maison (XVIIe siècle), située 22 rue d’Anjou.
- La ferme (XVIIe – XIXe siècles), située au lieu-dit la Touche-Marzelle.
- Les moulins à eau de Neuf, de la Joncherays, de Connag, de Berrue, Champusel, d’Atillé, de Taillepied.
- Les moulins à vent des Grées, de Taillepied, du Clos-Corron.
- La butte et levée de terre du Bois de Lebeau. L'arasement partiel de la butte a permis la découverte d'objets métalliques (hache en forme de coin, fers à cheval, pointes de flèches, une balle de fronde en plomb) ainsi qu'une couche de charbons et de cendres, mélangés d'os de ruminants, de porcs, d'oiseaux, avec de nombreux tessons très grossiers, et un pot entier sans anse et couvercle. A été également mis au jour une sorte de conduit souterrain horizontal, long de 3 mètres, sans maçonnerie, de forme circulaire terminé brusquement de chaque côté, ne communiquant à rien, et d'un diamètre suffisant pour qu'un homme puisse s'y introduire[20].

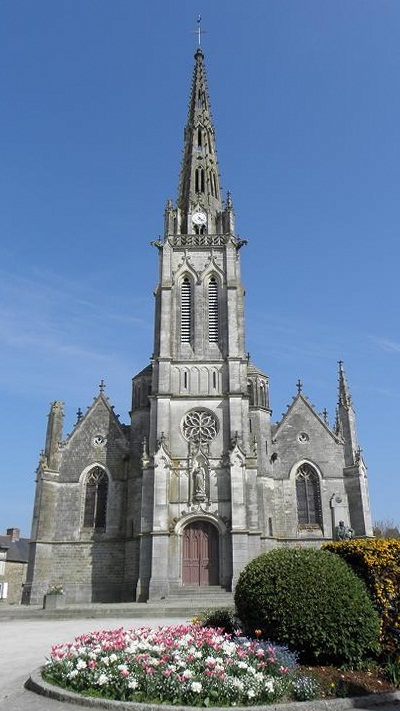
L'église Saint-Pierre-et-Saint-Paul.
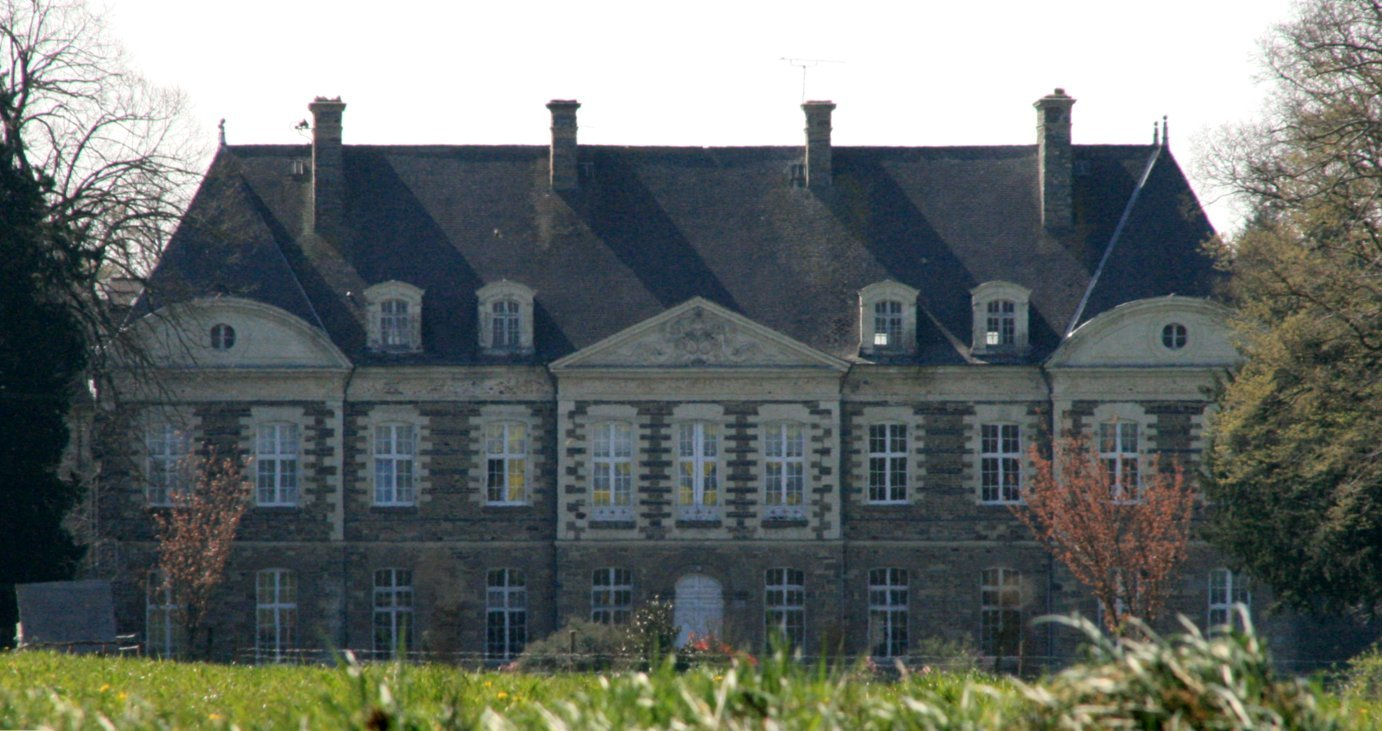
Le château de Piré.
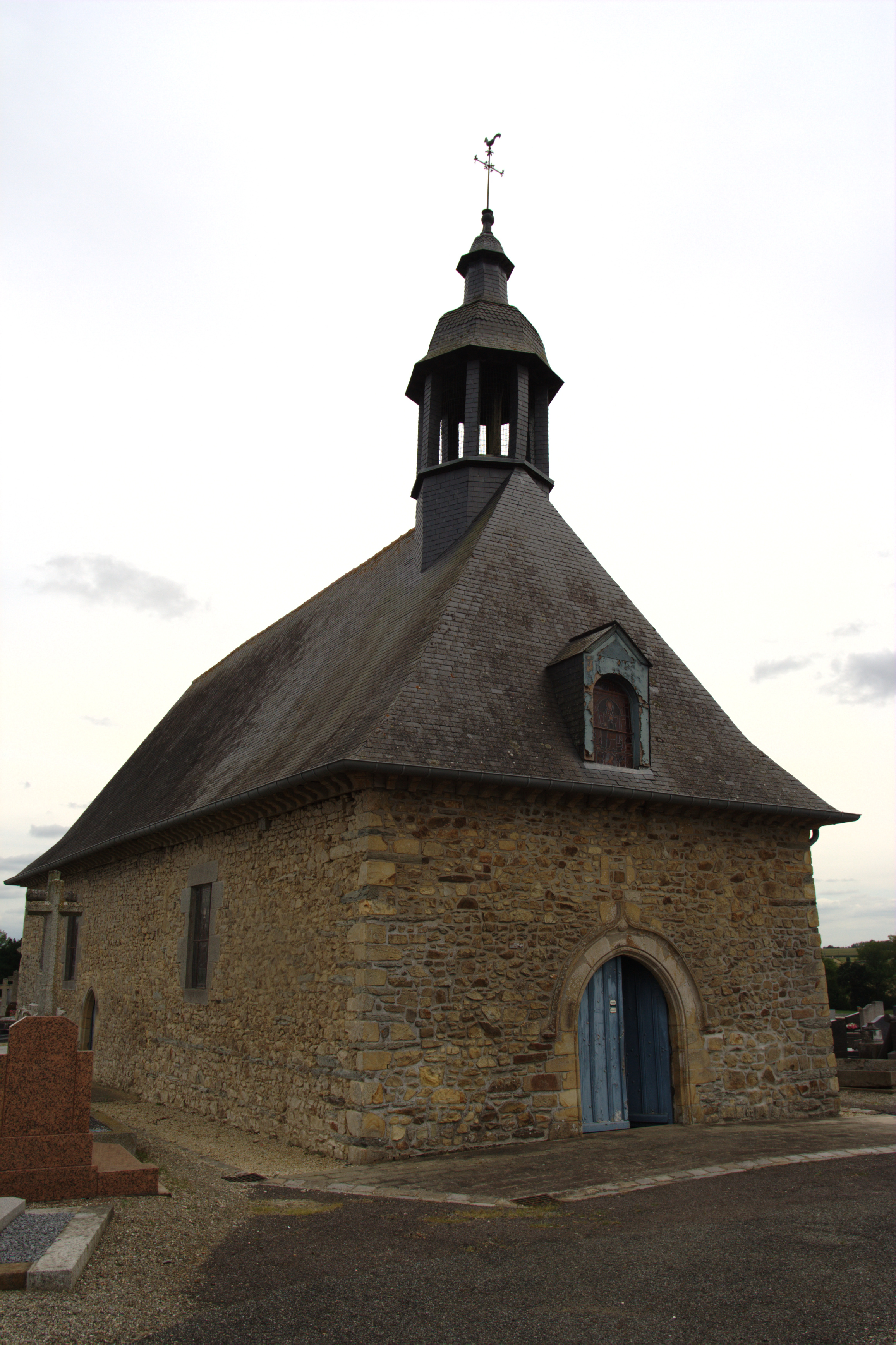
La chapelle de la Croix-Bouessée.

## Politique et administration

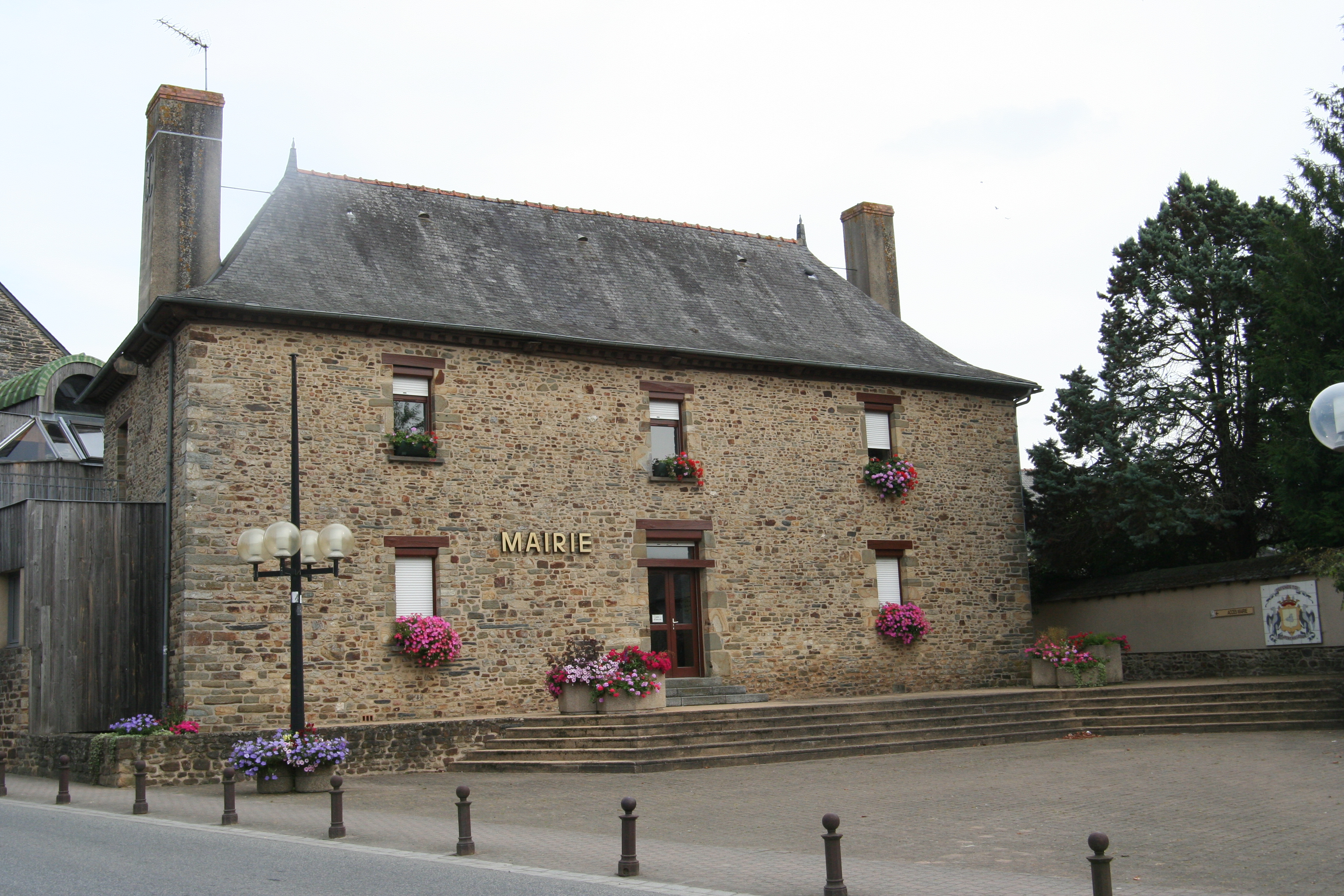
La mairie.

## Démographie
L'évolution du nombre d'habitants est connue à travers les recensements de la population effectués dans la commune depuis 1793. Pour les communes de moins de 10 000 habitants, une enquête de recensement portant sur toute la population est réalisée tous les cinq ans, les populations de référence des années intermédiaires étant quant à elles estimées par interpolation ou extrapolation. Pour la commune, le premier recensement exhaustif entrant dans le cadre du nouveau dispositif a été réalisé en 2005.

En 2016, la commune comptait 2 553 habitants, en évolution de +11,83 % par rapport à 2010 (Ille-et-Vilaine : +5,46 %, France hors Mayotte : +2,11 %).
| 1793  | 1800  | 1806  | 1821  | 1831  | 1836  | 1841  | 1846  | 1851  |
| ----- | ----- | ----- | ----- | ----- | ----- | ----- | ----- | ----- |
| 3 048 | 3 172 | 3 420 | 3 707 | 3 564 | 3 772 | 3 782 | 3 725 | 3 767 |

| 1856  | 1861  | 1866  | 1872  | 1876  | 1881  | 1886  | 1891  | 1896  |
| ----- | ----- | ----- | ----- | ----- | ----- | ----- | ----- | ----- |
| 3 603 | 3 442 | 3 412 | 3 233 | 3 235 | 3 022 | 2 958 | 2 771 | 2 667 |

| 1901  | 1906  | 1911  | 1921  | 1926  | 1931  | 1936  | 1946  | 1954  |
| ----- | ----- | ----- | ----- | ----- | ----- | ----- | ----- | ----- |
| 2 546 | 2 477 | 2 413 | 2 084 | 2 136 | 2 153 | 2 100 | 2 171 | 2 119 |

| 1962  | 1968  | 1975  | 1982  | 1990  | 1999  | 2005  | 2006  | 2010  |
| ----- | ----- | ----- | ----- | ----- | ----- | ----- | ----- | ----- |
| 2 005 | 1 950 | 1 743 | 1 809 | 1 730 | 1 877 | 2 030 | 2 116 | 2 283 |

| 2015  | 2016  | - | - | - | - | - | - | - |
| ----- | ----- | - | - | - | - | - | - | - |
| 2 523 | 2 553 | - | - | - | - | - | - | - |

## Qualité des eaux
Un point de suivi de la qualité des eaux du Quincampoix est présent sur la commune.

## Personnalités liées à la commune
- Hippolyte Marie Guillaume de Rosnyvinen, général d'Empire y a habité (berceau de la Famille de Rosnyvinen).
- Alexandre-Élisabeth de Rosnyvinen,député du Corps législatif de 1856 à 1870.
- Paul Carron de La Carrière, maire et député
- Armand Coupel (1883-1966), évêque de Saint-Brieuc et Tréguier (1949-1961)
- Léon Letort (1889-1913) aviateur, né et inhumé dans la commune, au milieu d'une foule considérable[28].
- Philippe d'Aram, compositeur de musique de films et enseignant
- Janie et Armand Langlois ouvrent leur atelier, Le Musée Imaginaire, à Piré en 2015
- Jérôme Banctel, cuisinier ayant reçu 3 étoiles au Guide Michelin est originaire de Piré-sur Seiche.